# Fuji (canción)
«Fuji» es una canción compuesta en 1997 por el músico argentino Luis Alberto Spinetta, interpretada por la banda Spinetta y los Socios del Desierto en el álbum Estrelicia MTV Unplugged de 1997, segundo de la banda y 26º en el que tiene participación decisiva Spinetta. 
Spinetta y los Socios del Desierto fue un trío integrado por Marcelo Torres (bajo), Daniel Wirtz (batería) y Luis Alberto Spinetta (guitarra y voz). En el recital unplugged de MTV la banda estuvo acompañada por el Mono Fontana (teclados) y Nico Cota (percusión).

## Contexto
El tema pertenece al álbum que registró el recital de Spinetta transmitido en octubre de 1997 en el célebre programa MTV unplugged. Spinetta se presentó con su banda Spinetta y los Socios del Desierto, que integró junto a Marcelo Torres (bajo) y Daniel Wirtz (batería). El trío fue acompañado en esa ocasión por el Mono Fontana (teclados) y Nico Cota (percusión). Spinetta realizó también algunos temas como solista.
Ese mismo año Spinetta había logrado doblegar a la industria discográfica, que durante dos años se había negado a reconocer el valor que Spinetta reclamaba por el álbum doble Spinetta y los Socios del Desierto, grabado en 1995, además de pretender limitarlo a un solo disco, álbum que sería considerado como una "cumbre" de la última etapa creativa de Luis Alberto Spinetta.
El recital coincide con un momento del mundo caracterizado por el auge de la globalización y en Argentina coincide con un momento de profundo cambio social, con la aparición de la desocupación de masas -luego de más de medio siglo sin conocer el fenómeno, la criminalidad -casi inexistente hasta ese momento-, la desaparición de la famosa clase media argentina y la aparición de una sociedad fracturada, con un enorme sector precario y marginado, que fue la contracara del pequeño sector beneficiado que se autodenominó como los "ricos y famosos". A ese entorno desolador se refería Spinetta cuando hablaba del "desierto".
Con respecto a su vida personal, en 1995 Spinetta había establecido una relación amorosa con Carolina Peleritti, que lo llevó a divorciarse en medio del acoso de la prensa amarilla, llegando a aparecer durante una persecución en la que no pudo eludir a los fotógrafos, con un cartel colgado al cuello en el que decía "Leer basura daña la salud; lea libros", obligando así a los fotógrafos a publicar ese mensaje. En 1997 la relación con Peleritti ya era pública y se extendería hasta 1999.

## El tema
Es el tercer track del CD y es uno de los seis temas inéditos que Spinetta ejecutó en el recital unplugged de la MTV. Se trata de una canción de amor cuyo título se relaciona tanto con la empresa fotográfica Fuji, como con el sagrado Monte Fuji de Japón. Está inspirado en una frase que su amigo Eduardo "Dylan" Martí había pronunciado en 1975:

Me acuerdo de que ese mismo año volvíamos en micro de una gira con Invisible. Con Dylan estábamos despiertos porque nos habíamos quedado deformando toda la noche, riéndonos. Entonces en un momento abrimos la ventanilla y era el amanecer. Además, el pasto del campo se estaba incendiando. Y Dylan me dice: “Mirá la gente de Kodak la diapositiva que manda”. Bueno, casi veintidós años después adapté la idea y cambié la marca, nada más. En vez de la palabra Kodak, que me hubiese arruinado la canción, le mandé Fuji, que no interfiere porque Fuji viene de Fujiyama, que es un monte sagrado. 'Hasta que luego venga Fuji con el mundo.' Son las diapositivas de la realidad que aparecen en todo el mundo. 'Has dejado un cielo para amanecerlo a la vez, allí...'".
Luis Alberto Spinetta

La letra esta relatada en segunda persona, pero en su mayor parte está dirigida a sí mismo, en referencia al momento amoroso que estaba viviendo: 

Has dejado un cielo
para amanecerlo a la vez,
allí...

Cruzas sólo puentes,
puentes entre ti.

Y es que me espera
y cobijo me dará
entre sus manos
hasta que luego venga Fuji
con el mundo.
"Fuji" (fragmento)

El tema fue grabado en la segunda mitad de 1997, cuando Spinetta ya se había divorciado y su relación con Carolina Peleritti era pública. Finalmente la relación finalizaría en 1999.